# Hapalosoma
Hapalosoma is een geslacht van zee-egels uit de familie Echinothuriidae.

## Soorten
- Hapalosoma amynina Anderson, 2013
- Hapalosoma gemmiferum Mortensen, 1934
- Hapalosoma pellucidum (A. Agassiz, 1879)
- Hapalosoma pulchrum Rowe, 1989